# Ermita de los Mártires (Cáceres)
La ermita de los Santos Mártires San Fabián y San Sebastián o simplemente ermita de los Mártires es una ermita situada en el paseo Alto del distrito Centro-Casco Antiguo de la ciudad española de Cáceres.
La ermita era originalmente un templo medieval ubicado junto a la plaza de toros de la ciudad, del cual solamente se conservan documentos por haberse demolido el edificio a mediados del siglo XIX. La actual ermita es una reconstrucción de 1861, ubicada en las proximidades de su ubicación original y construida con una arquitectura diferente.

## Historia

### Ermita medieval original (hasta elsigloXIX)
La ermita de los Mártires se ubicaba originalmente sobre lo que actualmente es la avenida de las Delicias, entre la plaza de toros y el cuartel Infanta Isabel. Debido a que fue completamente destruida a mediados del siglo XIX, años antes de que llegara la fotografía a Cáceres, toda la información que hay sobre ella procede de documentos históricos. De este modo, no es posible averiguar su antigüedad real; solamente se sabe que contaba con ordenanzas ya en 1466.
En el siglo XVI, diversos documentos históricos mencionan que en la época se llevaron a cabo las obras más importantes en el edificio, lo que hace suponer que debió tener un aspecto renacentista. Se atribuye al arquitecto trujillano Sancho de Cabrera la dirección de las obras en la primera mitad del siglo, mientras que el mecenazgo del edificio se debió principalmente al noble local Francisco de Carvajal y Sande, arcediano de Plasencia. En documentos de mediados de siglo se habla de la construcción de una capilla, mientras que en 1574 se menciona la obra del portal de la ermita. Este último se describe como un conjunto de cinco portales separados por columnas toscanas de cantería con arcos de ladrillo adoselados.
Sobre su uso, en 1566 el concejo cedió a la cofradía el importe de las multas que se impusiesen a los ganaderos cuyas reses hubiera que guardar en el corral concejo de la villa, lo que sirvió para garantizar económicamente su mantenimiento. Desde entonces, se menciona en varias ocasiones como sede de diversas misas y lugar de paso de procesiones.
La ermita original se demolió para construir en su lugar la plaza de toros. Contrariamente a la creencia generalizada en la ciudad, el recinto taurino no se construyó sobre la ermita sino al lado suyo: fue en julio de 1852 cuando se demolió la ermita para hacer pasar sobre ella la carretera nacional de Trujillo a Valencia de Alcántara. La expropiación sorprendió a la cofradía, que solo dos meses antes había realizado obras de reforma en el edificio, por lo que presentaron alegaciones en las que se oponían a la demolición basándose en la antigüedad y buen estado del edificio y su gran afluencia de devotos. El gobernador civil rechazó los argumentos y ordenó la demolición: de la ermita solamente quedaron los bienes muebles, que fueron guardados en la iglesia de Santo Domingo.

### Capilla del paseo Alto (desde elsigloXIX)
Debido a la devoción que tenía la ermita en la ciudad, rápidamente los cofrades solicitaron terrenos al Ayuntamiento de Cáceres para reconstruirla en un lugar cercano. En un principio solicitaron llevar a cabo la reconstrucción detrás de la charca del Perejil, que se ubicaba en el lugar del actual colegio público Delicias. El Ayuntamiento rechazó esta idea y decidió ceder un terreno en el cerro del Rollo, que en aquel momento se estaba transformando en el parque actualmente conocido como paseo Alto. Aunque se preveía dejarla reconstruida para 1854, no pudieron hacerse las obras hasta 1861, cuando se recibió el justiprecio por la expropiación de la anterior ermita. La obra fue dirigida por el alarife Joaquín Carrasco e incluyó un cuadro del pintor sevillano Francisco Tristán. La ermita fue inaugurada el 20 de mayo de 1865 con una procesión en la que se trasladó la imagen de San Sebastián desde la iglesia de Santo Domingo.
El edificio decimonónico está construido con mampostería, con una sola nave cuyo techo es de bóveda de cañón, acompañada la capilla por dos sacristías de planta cuadrada en los laterales traseros, dos pequeños pórticos cerrados con verjas en los laterales delanteros y cabecera de planta semicircular con bóveda de horno. En el imafronte, que preside la explanada principal del paseo, se halla la entrada principal, con un arco de medio punto similar a los de los pórticos, así como una pequeña espadaña. Según los historiadores locales, la actual ermita no es arquitectónicamente similar a la antigua, pues esta nueva capilla fue construida con menor tamaño y en su aspecto no tiene tanto valor artístico.

## Imágenes
Pese a que el edificio actual es del siglo XIX, alberga imágenes más antiguas, pues se guardaron los muebles de la ermita original. Del siglo XVII se conserva un óleo sobre lienzo del martirio de San Sebastián y del siglo XVIII hay una escultura de la Virgen del Rosario. Alberga también imágenes de San Fabián y San Sebastián, pero su valor artístico es limitado por no ser las imágenes originales de la antigua ermita, cuya ubicación se desconoce.

## Uso actual
La principal función de la ermita es albergar en el mes de enero la romería de los Mártires. La romería, donde tienen lugar actuaciones folclóricas y se venden productos gastronómicos típicos como roscas de anís, era una fiesta tradicional de origen inmemorial que se dejó de celebrar en 1934; la celebración actual fue recuperada en 1980 por iniciativa de una hermandad dirigida por la maestra cacereña Juanita Franco; tras el fallecimiento de la promotora en 2015, se ha encargado de mantener anualmente la fiesta la Hermandad de la Salud. Aparte de la romería, la ermita y el paseo albergan otros eventos organizados por la propia Hermandad de la Salud, como la fiesta de San Francisco de Asís en septiembre o la Cruz de Mayo.
En la organización parroquial de la Iglesia católica en la ciudad, la ermita depende actualmente de la parroquia de San Blas, que en la segunda mitad del siglo XX no le daba mucho más uso que el de la tradicional romería por hallarse fuera del casco urbano. Conforme se ha ido urbanizando la zona, algunos vecinos han comenzado a reclamar que se utilice de forma más habitual para misas, pero de momento su uso sigue siendo excepcional. Un posible obstáculo es la titularidad del edificio, ya que el Ayuntamiento de Cáceres ha señalado que podría tratarse de un bien demanial por ser un elemento interno del parque y no haber documentos de propiedad claros, aunque por el momento no ha llegado a confirmarse administrativamente esta hipótesis y el Ayuntamiento y la cofradía siguen colaborando en la organización anual de los eventos.